# Continental Motors
Continental Motors, Inc. je ameriški proizvajalec letalskih motorjev s sedežem Mobile v zvezni državi Alabama. Podjetje je bilo ustanovljeno leta 1929 kot ločeni oddelek podjetja Continental Motors Company. Continental je znan po letalskih motorjih za športna letala, so pa proizvajali tudi motorje za tanke M48, M60 Patton in Merkava ter tovornjake, traktorje, avtomobile in motorje za stacionarne aplikacije. Continental Motors, Inc. je bil do decembta 2010 v lasti podjetja Teledyne Technologies, trenutno pa je v lasti kitajskega AVIC International.

### Protibatni motorji
- A-40 – 4-valjni, 40 KM
- A-50 – 4-valjni, 50 KM
- A-65 – 4-valjni, 65 KM, 80-oktanski, 1800-urni TBO
- A-75 – 4-valjni, 75 KM
- C-75 – 4-valjni, 75 KM
- A-80 – 4-valjni, 80 KM
- C-85 – 4-valjni, 85 KM, 80-oktanski, 1800-urni TBO
- C-90 – 4-valjni, 90 KM, 80-oktanski, 1800-urni TBO
- Continental Tiara 4-180 – O-270, 4-valjni, 180 KM, 1970
- C-115 – 4-valjni, 115 KM
- C-125 – 4-valjni, 125-KM, 80-oktanski, 1800-urni TBO
- C-140 – 4-valjni
- C-145 – 6-valjni, 145-KM, 80-oktanski, 1800-urni TBO
- C-175 – 6-valjni, 175-KM at 3200 RPM, 80-oktanski, 1500-urni TBO
- E165 – 6-valjni, 165-KM, 80-oktanski, 1500-urni TBO
- E185 – 6-valjni, 185-KM, 80-oktanski, 1500-urni TBO
- O-200 – 4-valjni, 100-KM, 80-oktanski, 1800-urni TBO
- E225 – 6-valjni, 225-KM, 80-oktanski, 1500-urni TBO
- Continental O-300 – 6-valjni, 145-KM, 80-octane, 1800-urni TBO
- Continental IO-346 – 4-valjni, 165-KM, 91-oktanski
- Continental IO-360 – 6-valjni, 210-KM, 100-oktanski, 1500-urni TBO
- Continental Tiara, O-405, 6-valjni, 285-320-KM, 1969–1975,
- Continental O-470 – 6-valjni, 230 KM, 80-oktanski,  1500-urni TBO
- Continental O-520 – 6-valjni, 320 KM, 100-oktanski, 1500-urni TBO
- Continental O-526 – 6-valjni, 270–300–310-KM, 1957,
- Continental Tiara, O-540, 8-valjni, '8-380' 'T8-450', 380–450-KM, 1970
- Continental IO-550 – 6-valjni 280-360 KM [3][4]
- Continental TD-300 – 4-valjni, 230–250 KM dizelski motor, ki lahko deluje tudi na kerozin

### Zvezdasti in obratni V-motorji
- R-545 A-70
- I-1430
- R-670
- R-975